# قلعة الزبارة

جولة في خريطة قطر للنساء 2012 تظهر قلعة الزبارة في الجزء الشمالي الغربي من الخريطة.

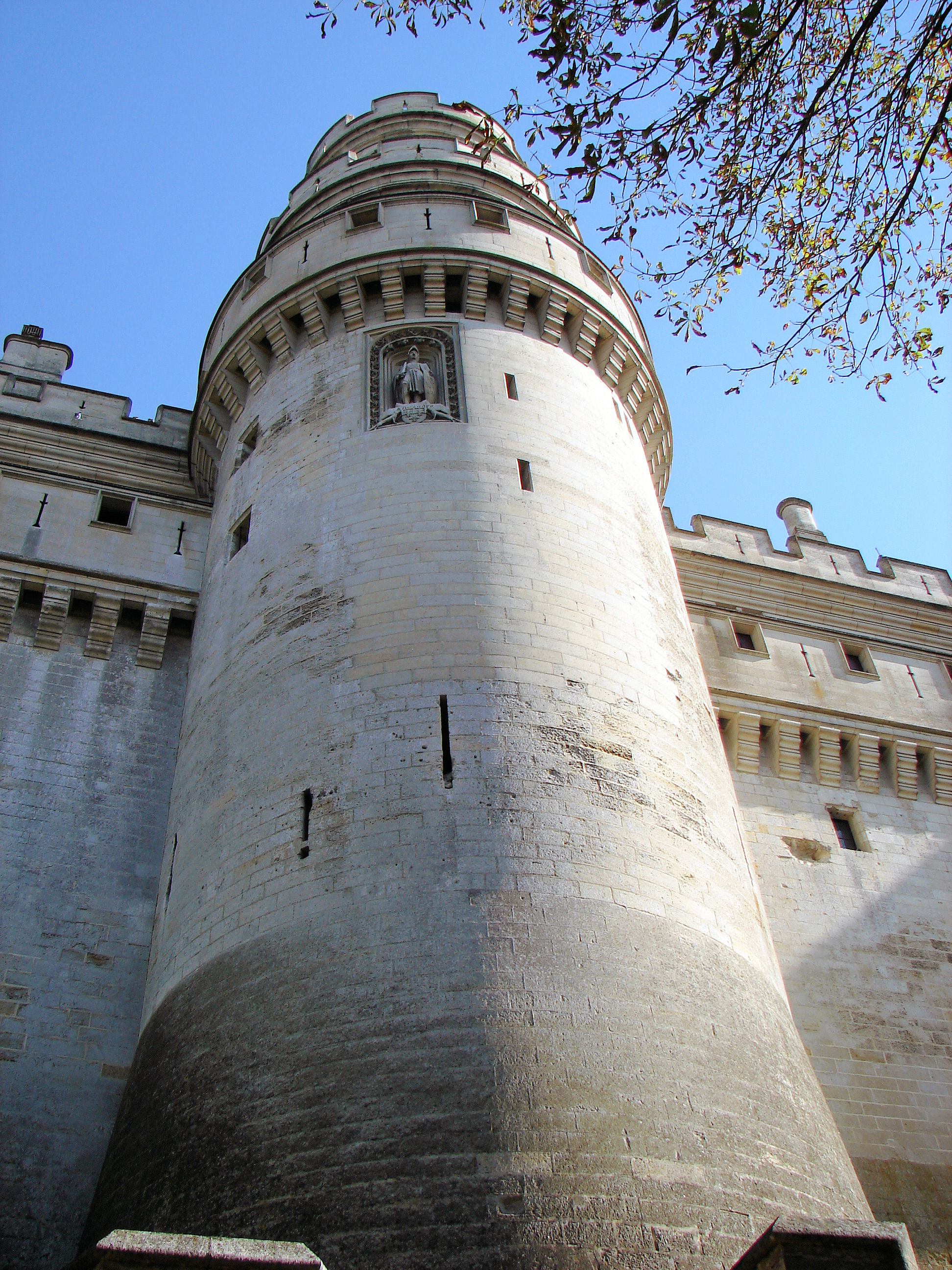
كوة إطلاق القذائف على المهاجمين على طريقة قصر بييريفوندز الفرنسي إحدى سمات قلعة الزبارة.

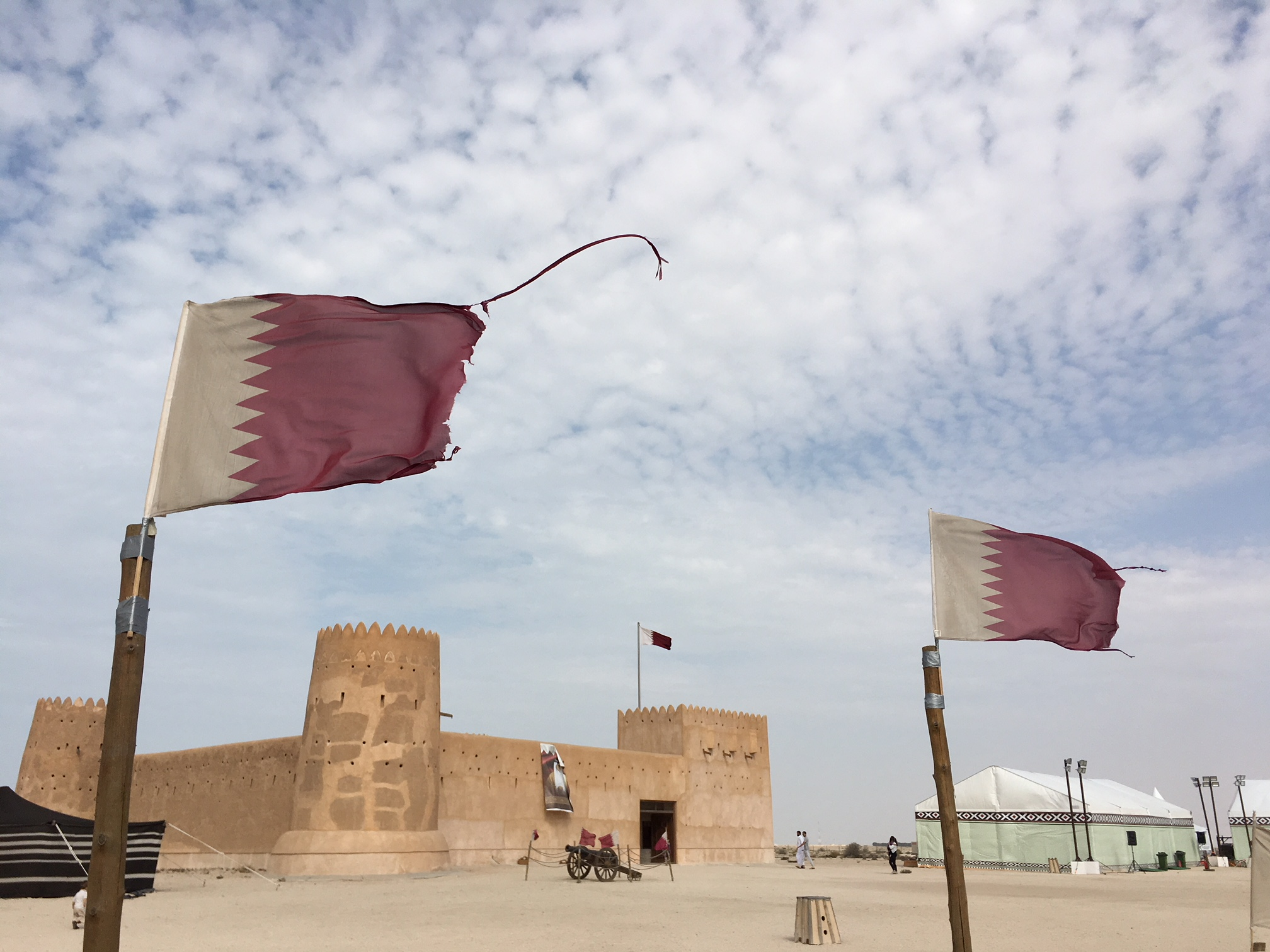
قلعة الزبارة

قلعة الزبارة هي قلعة عسكرية تاريخية في قطر بنيت تحت إشراف الحاكم الثالث لقطر الشيخ عبدالله بن جاسم آل ثاني عام 1938.

## التاريخ
بنى الشيخ عبد الله بن جاسم آل ثاني قلعة الزبارة في عام 1938 بهدف حراسة وحماية ساحل قطر الشمالي الغربي. وكانت القلعة إحدى القلاع الساحلية التي ضمتها المنظومة الدفاعية للبلاد.
كانت القلعة تستخدم كمركز لسلاح الحدود حتى شهر يونيو من العام 1987.
وتدير قلعة الزبارة حالياً هيئة متاحف قطر، حيث تم تجديدها وتحويلها إلى متحف لعرض الأعمال الفنية المتنوعة وخاصة بالنسبة للنتائج الأثرية الموضعية المعاصرة.
سجلت منطقة الزبارة عام 2009 كمنطقة محمية، ومنذ ذلك الحين بدأت هيئة متاحف قطر عبر فرق من علماء الآثار بعدد من الأعمال الأثرية في الموقع.

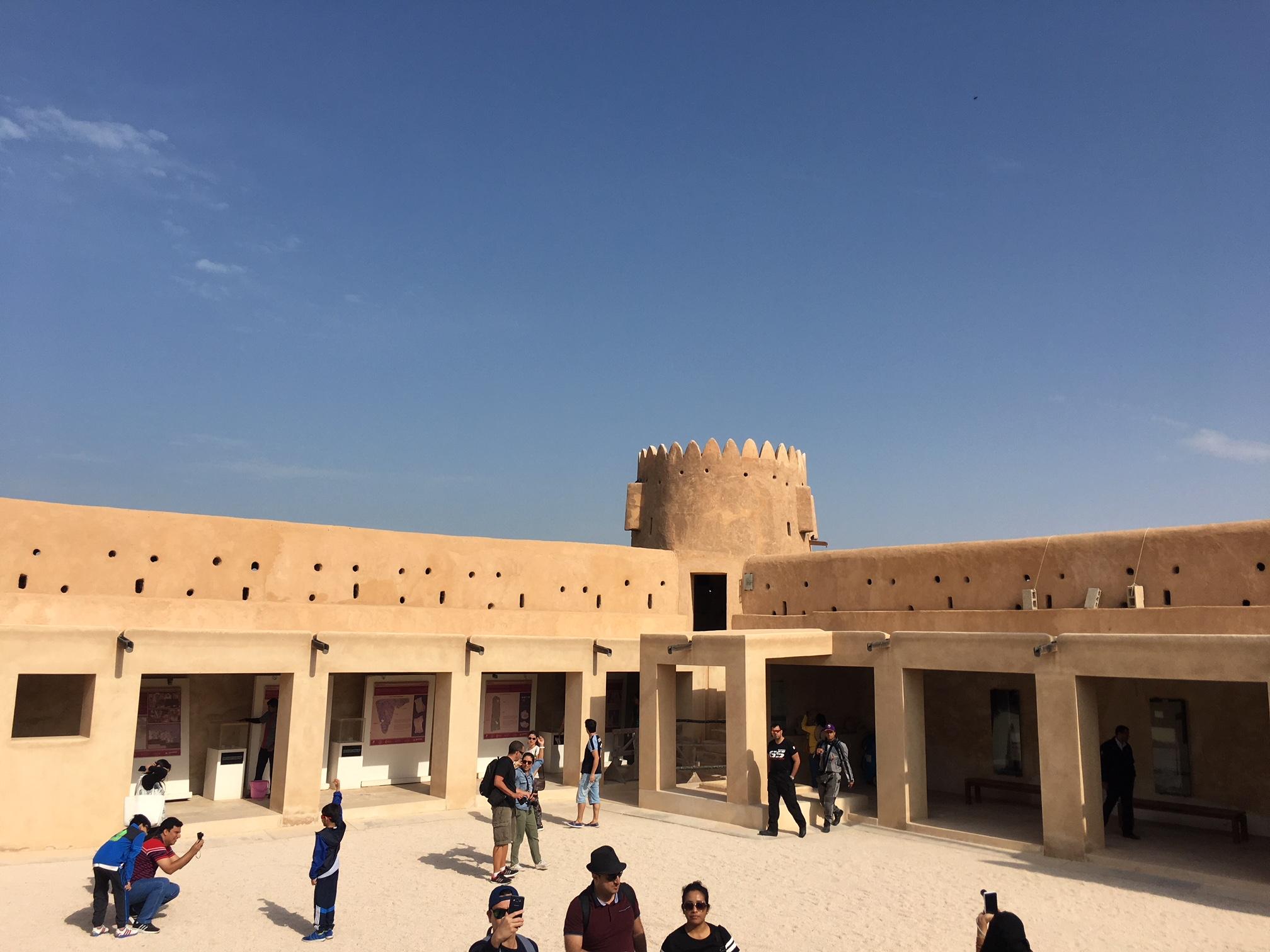
الزوار في قلعة الزبارة

وفي العام 2013 أدرجت لجنة التراث العالمي التابعة لمنظمة اليونسكو موقع الزبارة الأثري على قائمة التراث العالمي لمنظمة اليونسكو. وفقاً لمنظمة اليونسكو، تعتبر الزبارة واحدة ضمن سلسلة طويلة من المدن التجارية العريقة الواقعة على ساحل دولة قطر الحديثة. وقد أشارت إلى أنها «تضم شواهد فريدة على التفاعل القوي بين الإنسان والطبيعة التي تلتقي فيها مياه البحر مع رمال الصحراء التي تغلب على طبيعة المنطقة. فهناك الأثقال التي استعملها قديماً صيادو اللؤلؤ والمشغولات الخزفية المستوردة ونقوش قوارب السنبوك الشراعية وشراك الأسماك والآبار والنشاط الزراعي وغيرها مما يدل على اشتغال أهل المدينة منذ القدم بالتجارة والتبادل التجاري، ومدى ارتباطهم الوثيق بالبحر والظهير الصحراوي الذي يعتزون به».
ويتألف الموقع المُدْرَج من ثلاثة أجزاء رئيسية أكبرها البقايا الأثرية للمدينة التي يعود تاريخها إلى 1760. أما قلعة مرير فهي مستوطنة مترابطة بمدينة الزبارة الأولى، حُصِّنَت من أجل حماية الآبار الداخلية للمدينة. بينما تُعَدّ قلعة الزبارة التي شُيِّدت عام 1938  أحدث تلك العناصر وأبرزها في الموقع.

## الجغرافيا
تقع قلعة الزبارة في مدينة الزبارة العتيقة عند الساحل الشمالي الغربي لشبه جزيرة قطر في بلدية الشمال وتبعد حوالي 105 كيلومترات عن الدوحة عاصمة دولة قطر.

### الزبارة
الزبارة هي مدينة تاريخية غير مسكونة حالياً، تقع على الساحل الشمالي الغربي لشبه الجزيرة القطرية في بلدية الشمال، تبعد حوالي 105 كيلومترات من العاصمة الدوحة (الزبارة وقلعة الزبارة تقعان في المنطقة الجغرافية نفسها). تبلغ مساحة الزبارة حوالي 400 هكتار وحوالي 60 هكتار داخل سور البلدة الخارجية وبالتالي تعد الزبارة أكبر موقع أثري في شبه الجزيرة العربية بأكملها.
كانت في السابق مزدهرة لصيد اللؤلؤ وميناءً تجاريًا في منتصف الطريق بين مضيق هرمز والذراع الغربي للخليج العربي. هي واحدة من أكبر وأفضل الأمثلة للحفاظ على بلدة تجارية من القرن الثامن عشر والتاسع عشر في منطقة الخليج العربي. تم الحفاظ على تخطيط كامل والنسيج الحضري للمستوطنة التي يرجع تاريخها إلى هذه الفترة التكوينية في المنطقة كما لا مكان آخر مماثل في الخليج العربي. توفر الزبارة نظرة هامة عن الحياة الحضرية والتنظيم المكاني والتاريخ الاجتماعي والاقتصادي للخليج العربي قبل اكتشاف النفط والغاز الطبيعي في القرن العشرين.

### البناء
تتميز هذه القلعة بجدران بطول متر واحد تم تجميعها عبر دمج ومزج قطع الخام المتداخلة من الحجارة المرجانية، وتحديدا الحجر الجيري، مع مدفع هاون ومدقة مخصصة لطحن الطين. يحتوي الحصن على سقف للحماية مصنوع من الطين المضغوط، يساعد على منح الظل والبرودة لداخل الحصن. كما تم بناء سقف القلعة لحماية الجنود الذين يقومون بدوريات واجتياز المناطق المحيطة بالأعداء.
تضم القلعة ثلاث زوايا كبيرة مزينة، في أعلى كل منها برج دائري ضخم، وهي مجهزة بأنواع مختلفة من وسائل الدفاع على الطراز القطري. أما الركن الرابع فيتضمن برجاً مستطيل الحواف الثلاثية مع الشقوق. وكان في القلعة غرف للجنود، حيث تم تشييد ثمان غرف لاستيعاب الجنود، تم تحويلها مؤخرًا لقاعات مخصصة لإقامة المعارض الفنية وعرض نتائج المكتشفات الأثرية الأخرى. والقلعة مزودة بسلالم خارجية كانت تستخدم في الصعود إلى أعلى الحصن وسقفه.
للمزيد من المعلومات حول هيكل قلعة الزبارة انظر الجدول أدناه:
| القسم في القلعة                           | مواد البناء                      | المرفق                           | الغرض                                     |
| ----------------------------------------- | -------------------------------- | -------------------------------- | ----------------------------------------- |
| الآبار                                    | الأحجار المرجانية (الحجر الجيري) |                                  | للحماية                                   |
| السقف                                     | الطين المضغوط                    |                                  | للتظليل                                   |
| الأبراج الدائرية الأولى والثانية والثالثة |                                  | مختلف الدفاعات على الطراز القطري | للدفاع                                    |
| البرج المستطيل                            |                                  | حواف ثلاثية مع شقوق              | أساسا للتصميم                             |
| الغرف (حاليا)                             | الأسمنت / الطين المضغوط          |                                  | للمعارض المنزلية والنتائج الأثرية الأخيرة |
| الغرف (الماضي)                            | الأسمنت / الطين المضغوط          |                                  | لاستيعاب الجنود                           |
| السلالم الخارجية                          | الخشب                            |                                  | للتسلق حتى الطوابق والسطح                 |

### البئر
تتضمن القلعة بئراً بعمق 15 متراً، كانت مخصصة لغرض شرب المياه الصالحة للشرب على مدار السنة، لكنها اليوم كما هي حال الآبار الأخرى في المنطقة جافة تماما. حفرت البئر في الحجر الجيري الصلب من الدمام للوصول إلى المياه العذبة.

## الزيارة
اليوم قلعة الزبارة تحولت إلى متحف ومعلم شهير في دولة قطر، وتفتح أمام الزوار والسياح في أوقات محددة خلال العام. القلعة مفتوحة بشكل منتظم من الساعة 8 صباحا حتى الساعة 6 مساء باستثناء صباح الجمعة والسبت.

## معرض الصور
انقر على الصورة المصغرة للتكبير.

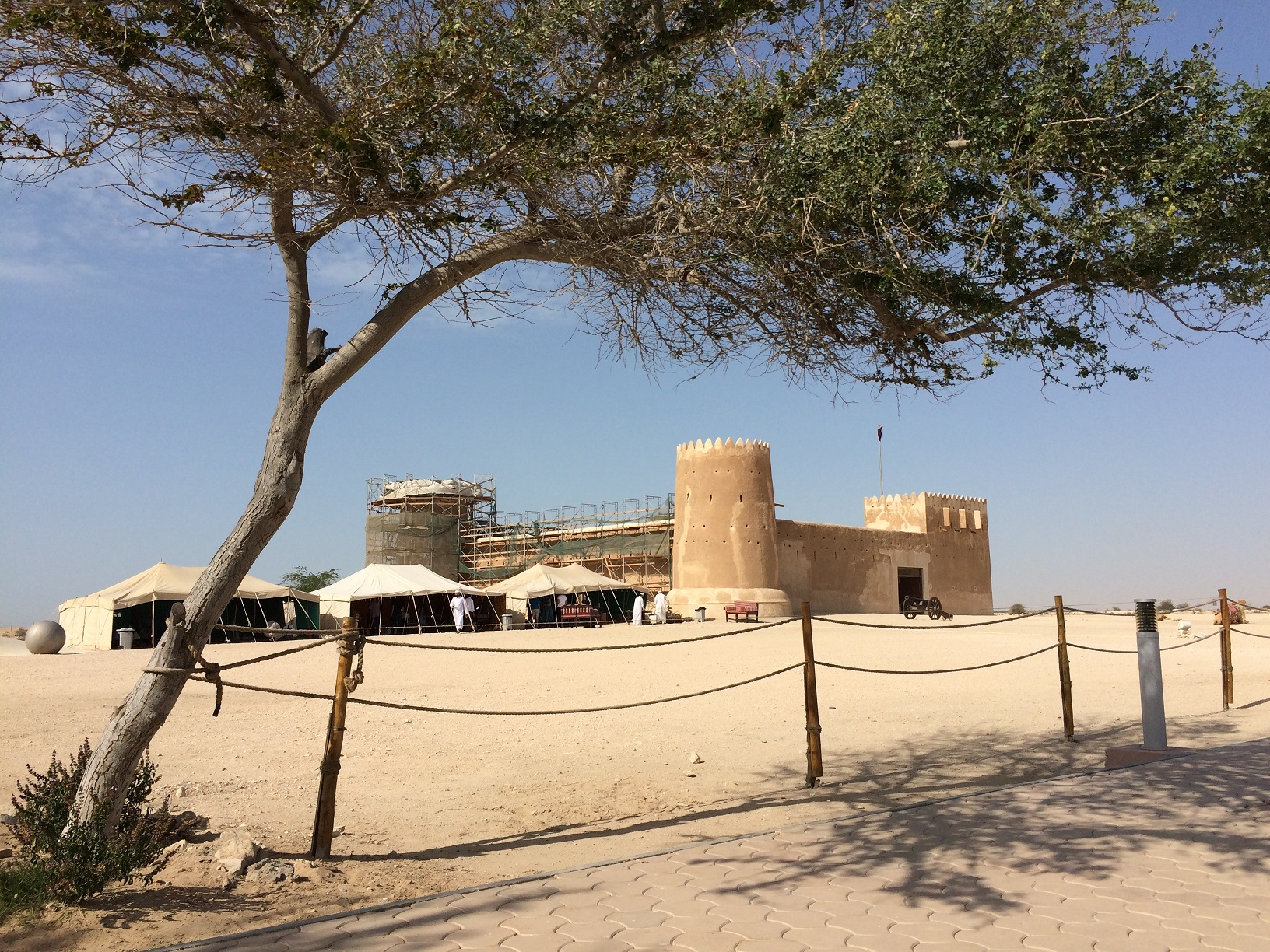
قلعة الزبارة